# Liste der Mitglieder der Deutschen Akademie der Naturforscher Leopoldina/1803
Die Liste der Mitglieder der Deutschen Akademie der Naturforscher Leopoldina für 1803 enthält alle Personen, die im Jahr 1803 zum Mitglied ernannt wurden. Insgesamt gab es drei gewählte Mitglieder.

## Mitglieder
| Nr.  | Name                    | Beiname        | Geboren | Aufnahme | Gestorben | Bild | Datenbank |
| ---- | ----------------------- | -------------- | ------- | -------- | --------- | ---- | --------- |
| 1020 | Aloys Schedel           |                | 1766    | 24. Mai  | 1827      |      | 6404      |
| 1021 | Domenico Nocca          | Philagrius VI. | 1758    | 25. Aug. | 1841      |      | 5847      |
| 1022 | Johann Bernhard Fischer | Columellas     | 1756    | 30. Sep. | 1813      |      | 1791      |